# Jeferson da Conceição
Jeferson da Conceição Gonçalves, mais conhecido como Jefinho (Candeias, 5 de outubro de 1989) é um futebolista paralímpico brasileiro. 
Atualmente atua na seleção brasileira de futebol de 5, exclusiva a deficientes visuais, na qual representou seu país nos Jogos Olímpicos de Verão de 2016, no Rio de Janeiro.

## Títulos

### Equipe
- Jogos Parapan-Americanos (2007/2011/2015/2019/2023)
- Copa América IBSA (2009/2013)
- Mundial da IBSA (2010/2014)
- Jogos Paralímpicos de Verão de 2008 - Medalha de ouro
- Jogos Paralímpicos de Verão de 2012 - Medalha de prata

### Individual
- Melhor jogador do mundo (2010)